# 聖喬治魚屬
聖喬治魚屬（學名：Sangiorgioichthys，意為「聖喬治山的魚」）為三疊紀中期分布於北盤古大陸的小型輻鰭魚，全長約4至12公分。目前本屬已知三個物種，其化石在歐洲中南部的聖喬治山一帶，如瑞士南部、義大利等地皆有發現。